# 重川一郎
重川 一郎（しげかわ いちろう、1953年7月 - ）は日本の数学者。現在、京都産業大学教授、京都大学名誉教授。元京都大学理学部教授、理学博士。専門は確率論。
マリアヴァン解析の研究で知られる。渡辺信三の弟子に当たる。

## 経歴
- 1976年 京都大学理学部卒業
- 1978年 同大学院修士課程修了
- 1979年 大阪大学理学部助手
- 1984年 大阪大学理学博士(論文博士)
- 1984年 同講師
- 1987年 同助教授
- 1989年 京都大学理学部助教授
- 2000年 同教授
- 2019年 京都産業大学理学部教授

## 主な著書
- 『確率解析』（岩波書店、1998年）